# Сидрени текст
Сидрени текст (енг. Anchor text), ознака везе или текст везе је видљиви текст у HTML хипервези на који се може кликнути. Термин „сидро“ се користио у старијим верзијама HTML спецификације за оно што се тренутно назива "а елемент" или <a>. HTML спецификација нема посебан термин за сидрени текст, већ се на њега односи као на „текст који елемент омота около“. У XML терминима (пошто је HTML заправо XML), сидрени текст је садржај елемента, под условом да је садржај текст.
Обично веб претраживачи анализирају сидрени текст са хиперлинкова на веб страницама. Речи садржане у сидрном тексту могу одредити рангирање које ће страница добити од претраживача. И друге услуге примењују основне принципе анализе сидреног текста. На пример, академски претраживачи могу да користе контекст цитирања да класификују академске чланке, а такође се може користити и сидрени текст из докумената повезаних у мисаоним дијаграмима.

## Преглед
Сидрени текст обично даје кориснику релевантне дескриптивне или контекстуалне информације о садржају одредишта везе. Текст сидра може али не мора бити повезан са стварним текстом URL везе. На пример, хипервеза ка почетној страници википедијe на српском може имати овај облик:
<a href="http://sr.wikipedia.org/wiki/Главна_страна">Википедија</a>
где реч 'Википедија' представља сидрени текст у овом примеру, која указује на следећи URL 
http://sr.wikipedia.org/wiki/Главна_страна.

## Алгоритми претраживача
Сидрени текст је високо рангиран у алгоритмима претраживача, јер је повезани текст обично релевантан за одредишну страницу. Циљ претраживача је да обезбеде високо релевантне резултате претраге; ово је место где сидрени текст помаже, јер је тенденција била, чешће него не, да се хипервезују речи релевантне за одредишну страницу. Сидрени текст такође може послужити у сврху усмеравања корисника на интерне странице на веб-сајту, што такође може помоћи да се веб локација рангира више у укупном рангирању претраге.